# Arabella (filme)
Arabella é um filme de comédia italiano de 1967, dirigido por Mauro Bolognini e tendo em seu elenco Virna Lisi, James Fox, Terry-Thomas e Margareth Rutherford.

## Elenco
- Virna Lisi ... Arabella
- James Fox	 ... Giorgio
- Margaret Rutherford ... Princesa Ilaria
- Terry-Thomas ... Gerente do Hotel
- Paola Borboni ... Duquesa Moretti
- Antonio Casagrande ... Filiberto
- Giancarlo Giannini ... Saverio
- Milena Vukotic ... Graziella